# El coronel no tiene quien le escriba
El coronel no tiene quien le escriba es una novela corta publicada por el escritor colombiano Gabriel García Márquez en 1961. Un fragmento  de la novela fue publicado por primera vez en la Revista Mito en 1958. Es una de las más célebres de las escritas por el autor, y su protagonista, un viejo coronel que espera la pensión que nunca llega, es considerado como uno de los personajes más entrañables de la literatura hispanoamericana del siglo XX. Fue incluida en la lista de las 100 mejores novelas en español del siglo XX del periódico español El Mundo.
El propio García Márquez reconoció tras escribirla que era la más simple de las novelas que había escrito hasta la fecha. En ella no se detectan muchas de las facetas características de este autor, como son los frecuentes saltos en la trama, la combinación entre fenómenos fantásticos y situaciones reales, y algunos otros detalles que suelen resaltar en el estilo de escritura. La novela pretende reflejar el sentimiento de desasosiego ante la espera, tal y como el autor lo expresó.
García Márquez lo consideró su mejor libro: "Yo creo que es mi mejor libro, sin lugar a dudas. Además, y esto no es una boutade, tuve que escribir Cien años de soledad para que leyeran El coronel no tiene quien le escriba."
Muchos años después de publicarse la novela, en 1999, el director mexicano Arturo Ripstein llevó al cine la obra, con el mismo título que el original. También fue adaptada al teatro en varias ocasiones como en 1989 dirigida por Carlos Giménez o en 2019 dirigida por Carlos Saura y protagonizada por Imanol Arias.

## Argumento
El coronel es un veterano de la Guerra de los Mil Días que malvive en una casa de una villa en la costa atlántica colombiana junto a su esposa asmática. La acción se desarrolla en 1958.
La historia comienza una mañana de octubre en la que el coronel se prepara para asistir a un funeral y dar el pésame a una familia que acaba de perder un hijo.
Durante 15 años, el coronel va cada viernes a la oficina de correos del puerto con la esperanza de recibir una confirmación con una pensión de veterano de la guerra civil. Sin ninguna fuente de ingresos, la única esperanza de ganancia es un gallo de pelea, heredado de su difunto hijo, que el coronel ha estado criando en su casa durante varios meses, con la intención de hacerlo pelear en enero y obtener un beneficio de las apuestas.
El coronel y su esposa discuten sobre la conveniencia de invertir los pocos ahorros restantes en la compra de maíz para alimentar al gallo.
Tras cambiar de abogado, el coronel presenta un recurso reclamando nuevamente su pensión. Justo ese día se acaba el maíz para la cría del gallo y comienza a alimentarlo con habichuelas viejas. Su esposa dice que debería vender un viejo reloj de pared a Álvaro, el sastre del pueblo. Al encaminarse hacia la sastrería, se encuentra con varios compañeros de su difunto hijo Agustín, entre ellos a Germán, a quienes ofrece regalarles el gallo. En cambio, estos se ofrecen a alimentarlo hasta las peleas de enero. 
Durante una visita a su compadre Don Sabas, éste le dice que si vendiera el gallo se lo comprarían fácilmente a 900 pesos. Tras descubrir que su esposa había tenido que empeñar su alianza de bodas, decide vender el gallo a don Sabas, aunque este le responde que tiene un cliente que está dispuesto a comprárselo por 400 pesos. El médico aconseja al coronel que no se lo venda, pues don Sabas lo vendería luego a 900 pesos.
Don Sabas sale de viaje y cerrarían el trato al volver. El viernes como de costumbre el coronel acude al embarcadero donde las paraban las lanchas, y de camino recuerda que ese día comenzarían los entrenamientos del gallo para la pelea y al pasar por la gallera el coronel descubre que tienen a su gallo. Entonces, el coronel va a recogerlo y ve cómo el público emocionado ovaciona al gallo. En medio de una gran confusión y barullo se lleva al gallo a su casa, decidiendo que no lo vendería. Durante la conversación final discute con su esposa, que le reprocha su idealismo y la miseria en la que viven. La novela termina con la célebre escena final en la que la esposa pregunta al coronel por la posibilidad de que el gallo pierda: "Dime, ¿qué comemos?" a lo que este, liberado, se arma de valor y le responde "Mierda".